# American soldiers: un día en Irak
American Soldiers: un día en Irak es una película bélica de origen canadiense-estadounidense del año 2005 que relata la historia de una patrulla de soldados estadounidenses en Irak y las graves consecuencias a las que se enfrentaran durante un día en la denominada guerra de Irak.

## Argumento
Irak, año 2004. Durante una salida rutinaria, una patrulla estadounidense cae en una emboscada y queda atrapada al otro lado de las líneas enemigas teniendo que enfrentarse a los Fedayines de Irak, enemigos declarados con poco que perder y un gran conocimiento de la zona, que harán que los soldados tengan que luchar desesperadamente por sus vidas en un encarnizado combate.